# 4 Gdyńska Brygada Rakietowa Obrony Powietrznej
4 Gdyńska Brygada Rakietowa Obrony Powietrznej (4 BR OP) – związek taktyczny Wojsk OPL Wojsk Obrony Powietrznej Kraju, a następnie Sił Powietrznych RP istniejący w latach 1951–2001.

## Powstanie i historia 4 BR OP
Rodowód 4 Gdyńskiej Brygady Rakietowej Obrony Powietrznej wywodzi się od utworzonego w 1951 w Gdyni, 60 Samodzielnego pułku artylerii przeciwlotniczej. Powstał on w oparciu o rozkaz szefa Sztabu Generalnego nr 0044/Org z 17 maja 1951 i wchodził w skład Marynarki Wojennej.
Zarządzeniem Nr 0015/ Org. dowódcy WOPK z 16 stycznia 1963 na bazie dotychczasowego pułku utworzono 60 Brygadę Artylerii Obrony Powietrznej Kraju.
3 sierpnia 1964 rozkazem dowódcy 2 Korpusu Obrony Powietrznej nr 0613 brygadę włączono w system dyżurów bojowych pełnionych w systemie Wojsk OPK. Gotowość bojowa do odpalenia rakiet dyżurnych osiągano wówczas w 6 minut. Ten niezwykle krótki czas reakcji ogniowej wynikał z faktu, iż Brygada swoje zadania wykonywała nie tylko w osłonie granic Polski, ale także granic Układu Warszawskiego.
1 września 1967 Brygada otrzymała sztandar, który w imieniu Rady Państwa wręczył dowódcy ówczesny wiceminister obrony narodowej – gen.  Jerzy Bordziłowski.
Jednocześnie, zmieniono nazwę związku taktycznego na 4 Brygadę Artylerii Obrony Powietrznej Kraju im. Obrońców  Wybrzeża. Od tamtej pory 1 września obchodzony był jako święto Brygady.

### Etap pierwszy
Pierwszy umowny okres rozwoju organizacyjnego Brygady trwał do 1970. 
Początkowo w skład Brygady wchodziły:
- 21 dywizjon ogniowy w Pucku
- 22 dywizjon ogniowy na Helu
- 23 dywizjon ogniowy w Sobieszewie
- 24 dywizjon ogniowy w Babim Dole k. Kartuz
- 25 dywizjon ogniowy w Dąbrówce
- 26 dywizjon techniczny w Bieszkowicach
- dywizjon dowodzenia Gdynia Grabówek, które rozlokowane zostały wokół aglomeracji trójmiejskiej tworząc system rakietowej obrony powietrznej.

### Etap drugi
W 1970 rozpoczął się drugi umowny etap rozwoju organizacyjnego Brygady, który trwał do 1973. 1 lutego 1971 przyjęto nowy etat Brygady. Powstały kolejne dywizjony ogniowe wyposażone w przeciwlotnicze zestawy rakietowe średniego zasięgu typu S-75 Wołchow:
- 44 dywizjon ogniowy artylerii rakietowej w Ustce
- 45 dywizjon ogniowy artylerii rakietowej w Smołdzinie
- 46 dywizjon ogniowy artylerii rakietowej w Choczewie (Lubiatowie).

### Etap trzeci
Trzeci etap rozpoczął się Zarządzeniem Szefa Sztabu Głównego nr 057/Org. z 2 sierpnia 1973. Zostały wtedy utworzone kolejne dwa dywizjony ogniowe:
- 64 dywizjon ogniowy w Helu Borze
- 65 dywizjon ogniowy w Rozewiu.

Rok później na mocy rozkazu dowódcy WOPK nr 0188/Org. z 19 września 1974 powstają następne dwie jednostki:
- 68 dywizjon ogniowy w Łebie
- 69 dywizjon ogniowy w Rowach.

Możliwości ogniowe tych dywizjonów pozwalały na wykrycie i zniszczenie celów na małych wysokościach i bardzo dobrze „uszczelniały” system obrony strefowej tworzony przez dotychczasowe dywizjony. 
Związek taktyczny znajdował się wówczas w okresie swojego największego rozwoju organizacyjnego, który trwał do roku 1990. Brygada wówczas składała się z dowództwa i sztabu oraz 14 dywizjonów.
Brygada wyposażona w przeciwlotnicze zestawy rakietowe typu Wołchow i Newa tworzyła strefę obrony powietrznej ciągnącą się wzdłuż polskiego wybrzeża od granicy wschodniej, aż do Ustki. Wykonywała ona wówczas zadania osłony wojsk operacyjnych, elementów ugrupowania bojowego WLOP i MW oraz ważnych obiektów rejonu Trójmiasta. 
W 1992 nazwę związku taktycznego zmieniono na 4 Brygadę Rakietową Obrony Powietrznej. Dwa lata później, Minister Obrony Narodowej, na wniosek dowódcy i władz miasta, nadał Brygadzie nazwę wyróżniającą – Gdyńska, w miejsce wcześniej anulowanego imienia Obrońców Wybrzeża, podkreślając więź Brygady z tym regionem. Jednocześnie, decyzją MON nr 91 z 23 czerwca 1994 ustanowił 17 maja – dniem święta Brygady (utworzenie 60 Samodzielnego Pułku Artylerii Przeciwlotniczej).
10 lutego 1996, w siedemdziesiątą rocznicę nadania Gdyni praw miejskich, na Skwerze Kościuszki odbyła się uroczystość wręczenia Brygadzie nowego sztandaru. Jego fundatorami było społeczeństwo, zakłady pracy, instytucje, firmy, pracownicy cywilni Brygady, a także sami żołnierze. Przewodniczącym Komitetu Fundacyjnego został Wojciech Szczurek – przewodniczący Rady Miasta Gdyni, a rodzicami chrzestnymi: Tadeusz Zielonka – dyrektor Stoczni Remontowej „Nauta” w Gdyni oraz Franciszka Cegielska – prezydent miasta Gdyni.
Na przełomie stuleci w 4 Gdyńskiej BR OP  skuteczne przeprowadzono całą serię bardzo trudnych, wymagających absolutnie najwyższych kwalifikacji zawodowych, nowych rodzajów strzelań doświadczalnych.

### Etap czwarty – rozformowanie
Rok 2001 był przełomowym w historii Brygady, ze względu na podjęte decyzje dotyczące jej likwidacji. Sukcesywnie wygaszono działalność w prawie  wszystkich podległych jednostkach, by ostatecznie rozformować je we wrześniu 2001. Zgodnie z przyjętym planem likwidacji, pozostałe trzy dywizjony (21 dr – Puck, 25 dr – Dąbrówka i 65 dr – Rozewie) zostały operacyjnie podporządkowane dowódcy 3 Warszawskiej Brygady Rakietowej Obrony Powietrznej.
4 Gdyńska Brygada Rakietowa Obrony Powietrznej została rozformowana 28 grudnia 2001 roku.
Po rozformowaniu 4. BR OP 65 Dywizjon Rakietowy Obrony Powietrznej zmienił miejsce dyslokacji z Rozewia na miejsce rozformowanej brygady w m. Gdynia i wszedł w struktury 3. Brygady Rakietowej Obrony Powietrznej. Do czasu rozformowania go decyzją MON nr Z-5/Org./P1 z dnia 28 stycznia 2011 roku oraz wykonawczym rozkazem Dowódcy Sił Powietrznych nr PF-95 z dnia 31 marca 2011 roku, czyli do 31 grudnia 2011 roku 65 dr OP kultywował tradycje 4. BR OP. 
1 stycznia 2012 na bazie rozformowanych jednostek wojskowych: 21 Dywizjonu Rakietowego Obrony Powietrznej w Pucku, 25 Dywizjonu Rakietowego Obrony Powietrznej w Nowym Dworze Wejherowskim oraz 65 Dywizjonu Rakietowego Obrony Powietrznej w Gdyni powstał 33 Dywizjon Rakietowy Obrony Powietrznej, który zgodnie z decyzą nr 37/MON Ministra Obrony Narodowej z dnia 16 lutego 2012 „przejmuje i z honorem kultywuje dziedzictwo tradycji” 4. Gdyńskiej Brygady Rakietowej Obrony Powietrznej.

## Zmiany nazwy Brygady
- 1951-1963 – 60 Samodzielny pułk artylerii przeciwlotniczej
- 1963-1967 – 60 Brygada Artylerii Obrony Powietrznej Kraju
- 1967-1991 – 4 Brygada Artylerii Obrony Powietrznej Kraju im. Obrońców Wybrzeża
- 1992-1994 – 4 Brygada Rakietowa Obrony Powietrznej
- 1994-2001 – 4 Gdyńska Brygada Rakietowa Obrony Powietrznej

## Struktura 4 BR OP
- dowództwo i sztab 4 BR OP
  - 21 dywizjon rakietowy Obrony Powietrznej
  - 22 dywizjon rakietowy Obrony Powietrznej
  - 23 dywizjon rakietowy Obrony Powietrznej
  - 24 dywizjon rakietowy Obrony Powietrznej
  - 25 dywizjon rakietowy Obrony Powietrznej
  - 26 dywizjon techniczny
  - 44 dywizjon rakietowy Obrony Powietrznej
  - 45 dywizjon rakietowy Obrony Powietrznej
  - 46 dywizjon rakietowy Obrony Powietrznej
  - 64 dywizjon rakietowy Obrony Powietrznej
  - 65 dywizjon rakietowy Obrony Powietrznej
  - 68 dywizjon rakietowy Obrony Powietrznej
  - 69 dywizjon rakietowy Obrony Powietrznej
  - 84 dywizjon dowodzenia

## Dowódcy
60 Samodzielnego pułku artylerii przeciwlotniczej

- 1951-1952 – kpt. Wiesław Pitera
- 1952-1955 – ppłk Bolesław Koszelski
- 1955-1963 – kpt. Feliks Jachnicki

60 Brygady Artylerii Obrony Powietrznej Kraju

- 1963-1967 – płk Czesław Drabent

4 Brygady Artylerii Obrony Powietrznej Kraju im. Obrońców Wybrzeża

- 1967-1968 – płk Czesław Drabent
- 1968-1979 – płk dypl. Feliks Jachnicki
- 1979-1981 – płk dypl. Tadeusz Jemioło
- 1981-1985 – płk dypl. Franciszek Żygis
- 1985-1986 – płk dypl. Mieczysław Koźbiał
- 1986-1987 – płk dypl. Marian Dul
- 1987-1992 – płk dypl. Mieczysław Kaczmarek

4 Brygady Rakietowej Obrony Powietrznej

- 1992-1992 – płk dypl. Mieczysław Kaczmarek
- 1992-1994 – cz.p.o. płk dypl. Andrzej Tetkowski
- 1994-1996 – płk dypl. Jan Gabryś

4 Gdyńskiej Brygady Rakietowej Obrony Powietrznej

- 1996-2001 – płk dypl. Jan Gabryś
- 2001-2001 – płk mgr inż. Franciszek Adamowicz